# Get the clip
Get the clip – program muzyczny w którym telewidzowie głosują który utwór ma być odtworzony jako następny.

## Opis programu
Telewidzowie mając do wyboru listę piosenek (zazwyczaj ok. 100 pozycji) wysyłają smsy z numerem utworu który ma zostać odtworzony jako następny. Wyniki aktualnego głosowania pokazywane są na żywo. Po odtworzeniu utworu jest on blokowany na określony czas (zazwyczaj 30-60 minut). Smsy oprócz głosu na piosenkę mogły zawierać treść pokazywaną nad przewijaną listą piosenek.

## W Niemczech
W Niemczech nadawany był na stacji Viva Plus. Program zadebiutował w 2002 roku i zyskał popularność, w 2007 gdy było już wiadomo że Viva Plus zniknie program przeniósł się do Vivy, lecz był nadawany przez 2-4 godziny dziennie. Program przestał być nadawany w 2014 roku, w ramówce zastąpiły go programy typu Call-TV. Przy przejściach między stacjami odświeżano wygląd programu, łącznie miał 5 reedycji wyglądu.  Aktualnie program można oglądać na kanale TMF gdzie jest jednym z ważniejszych programów. Oprócz klasycznej wersji opartej na popularnych hitach istniały wersje tematyczne bądź poświęcone poszczególnym zespołom.

## W Polsce
Get The Clip w Polsce było pokazywane w Viva Polska na koncesji niemieckiej w roku 2004. Początkowo graficznie wyglądał jak Get The Clip niemieckiej wersji jednak w 2005 r. odświeżono jego wygląd.

W 2009 roku Viva Polska wprowadziła do swojej ramówki pasmo "Hit Maker" które działało na zasadzie Get the Clip. We wrześniu 2010r. pasmo nie zostało dodane do ramówki stacji.